# Mijaíl Teréshchenko
Mijaíl Ivánovich Teréshchenko (del ruso: Михаи́л Ива́нович Тере́щенко) o en ucraniano: Михайло Іванович Терещенко (Kiev, 6 de marzojul./ 18 de marzo de 1886greg.-Mónaco, 1 de abril de 1956) fue un empresario, terrateniente y financiero ruso, ministro de Exteriores del Gobierno provisional ruso entre el 5 de mayojul./ 18 de mayo de 1917greg. y el 25 de octubrejul./ 7 de noviembre de 1917greg..

## Comienzos
Nació en una familia rica, dueña de fábricas de azúcar, siendo sus padres Iván Nikoláyevich (1854-1903) y Yelizaveta Mijáilovna, empresarios, filántropos y mecenas del arte. Tuvo un hermano menos, Mykola (1894-?). Su tío Aleksandr Teréshchenko (1856–1911) trabajaba en la capital, San Petersburgo. 
Teréshchenko se graduó en la Universidad de Kiev y más tarde en la de Leipzig. En 1910 se unió a la masonería, convirtiéndose en uno de sus miembros más destacados entre los políticos rusos (también lo eran Aleksandr Konoválov, Aleksandr Kérenski, Nikolái Nekrásov y Iván Yefrémov). Rico «galán», se le conocía como experto en ballet.
Fue diputado en la cuarta Duma, sin estar afiliado a ningún partido político, aunque sus ideas se asemejaban a las del Bloque Progresista.
Entre 1912 y 1914 dirigió la editorial Sirin de la capital. Durante la Primera Guerra Mundial se involucró en la organización de hospitales de la Cruz Roja. Entre 1915 y 1917 fue presidente del Comité de Industrias de Guerra del distrito de Kiev y vicepresidente de su equivalente nacional.

## La guerra mundial y el periodo revolucionario

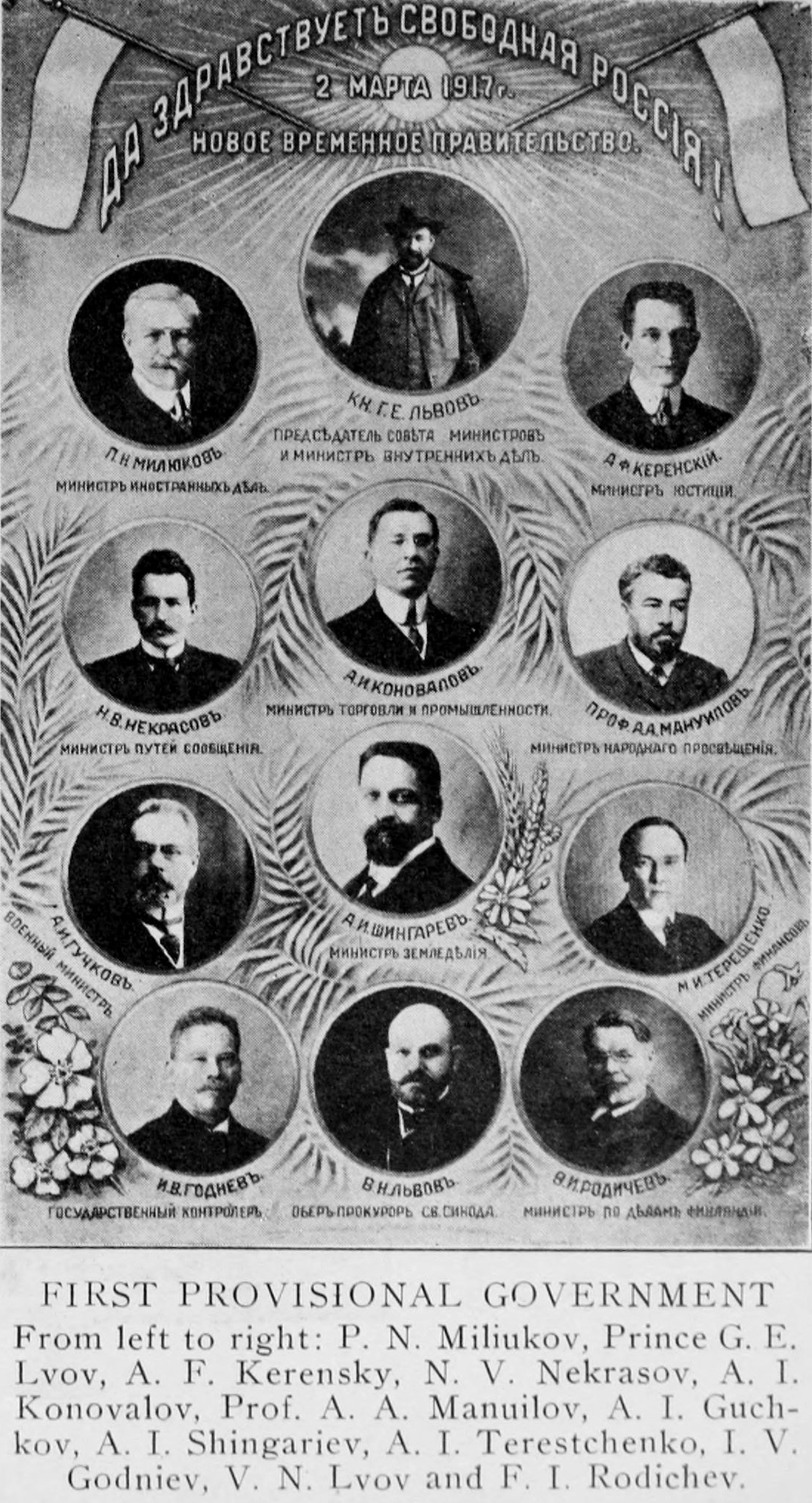
Gobierno provisional ruso.

Conspiró para derrocar al zar. Tras la renuncia de este durante la Revolución de Febrero fue nombrado ministro de Finanzas del primer gabinete del Gobierno Provisional Ruso encabezado por el príncipe Gueorgui Lvov. 
Tras la crisis de abril, fue uno de los principales partidarios de la formación de un gobierno de coalición con los socialistas, llevando a cabo las negociaciones por parte del Gobierno junto con Kérenski y Nekrásov. Era, junto con Nekrásov, una de las figuras más progresistas entre los liberales del gabinete.
Después de la dimisión de Pável Miliukov durante la crisis fue nombrado nuevo ministro de Exteriores del gabinete el 5 de mayojul./ 18 de mayo de 1917greg.. Su nombramiento lo respaldaron los Aliados y lo aceptó el sóviet de Petrogrado. Continuó la política de su antecesor en el ministerio, favorable a la permanencia de Rusia en la guerra mundial hasta la victoria final y al mantenimiento de los objetivos imperialistas fijados por el anterior gobierno zarista. Más que los objetivos, Teréshchenko cambió los métodos de su antecesor en el cargo, aportando sutileza y diplomacia al ministerio. Su actitud fue de deferencia total a los deseos de Francia y Gran Bretaña y se le considera un ministro de Exteriores de escasa capacidad. Su postura encontró la oposición del ministro de Defensa, Aleksandr Verjovski, convencido de la incapacidad del país para continuar combatiendo. A pesar del creciente deterioro en el Ejército, sostuvo la ilusión de una recuperación gracias para la primavera.
Defendió también el reconocimiento de la autonomía ucraniana y de la secretaría general formada por la Rada Central Ucraniana. También durante el verano, participó en la campaña de descrédito que trataba de lograr la dimisión del socialrevolucionario Víctor Chernov del ministerio de Agricultura, que debía llevar a cabo la reforma agraria, sin conseguirlo.
En el tercer y último gabinete de coalición, que tomó posesión el 25 de septiembrejul./ 8 de octubre de 1917greg., mantuvo la cartera de Exteriores, continuando con su actitud favorable a la Entente.

## Arresto y exilio
La noche del 26 de octubrejul./ 8 de noviembre de 1917greg. fue arrestado en el Palacio de Invierno junto con otros ministros del Gobierno Provisional Ruso y encerrado en la fortaleza de San Pedro y San Pablo. Logró escapar en la primavera de 1918 y llegar a Francia a través de Noruega. Respaldó el Movimiento Blanco opuesto al gobierno bolchevique y la Intervención aliada en la Guerra Civil Rusa.
En las décadas de 1920 y 1930 llevó a cabo diversas actividades financieras en Francia y Madagascar, muriendo en el exilio en Mónaco en 1956.